# Споменик кнезу Лазару у Ћуприји
Споменик кнезу Лазару у Ћуприји откривен је и освештан на Видовдан, 28. јуна 2020. године на кружном току на улазу у Ћуприју са аутопута.
Споменик је освештао Епископ браничевски Игнатије подсећајући на историјски и духовни значај Kнеза Лазара.
Споменик је дело академског вајара Мирољуба Стаменковића, а сличан његов рад се налази у Косовској Митровици. Кнез Лазар је представљен бронзаном статуом са круном и плаштем, десном руком придржава мач, а левом руком показује у правцу манастира Раванице, који је његова задужбина и у којој почивају његове мошти.
Статуа је висока 7,5m и тешка 5t, а заједно са постаментом споменик је висок 15m.